# När vinden blåser fritt
När vinden blåser fritt är en psalmtext av Elis Sjövall  från omkring 1979. Publicerades första gången i Sions Sånger 1981. Sången har översatts till finska.
Melodin av Gustav Pettersson 1927.

## Publicerad i
- Sions Sånger 1981 som nummer 30 under rubriken "Pingst"
- "Siionin Matkalaulut 2002" på finska som nummer 57.